# 로버트 A. 하디
로버트 알렉산더 하디(Robert Alexander Hardie, 1865년~1949년)는 부산 지역에서 활동한 캐나다 출신의 의료 선교사이자 부흥 운동가이다. 한국명은 하리영(河鯉泳)이다. 1903년 원산 부흥운동의 주축이었다. 피어선기념성경학원(현 평택대학교) 교장을 역임하면서 신학 교육에도 힘썼다.

## 출생과 교육
1865년 6월 11일에 캐나다 온타리오주 할디만(Haldiman)에서 태어났다. 하리영(河鯉泳)이라고도 불리었다. 로버트 하디의 초기 생활에 대해서는 알려진 바가 없다. 칼레도니아(Caledonia)에서 초등학교와 중등학교를 마친 후 잠시 교사로 일한 바 있으며, 1886년에는 토론토대학교 의과대학에 입학하였다. 2학년 재학 중 학생자원운동[SVM]의 영향을 받아 해외 선교사가 되기로 결심하였으며, 보다 직접적으로는 한국 선교사였던 토론토대학교 출신인 제임스 스카트 게일(James Scarth Gale)의 영향을 받았다. 로버트 하디는 1890년 봄 토론토대학교 의과대학을 졸업하고 의사가 되었고, 토론토대학교 의과대학 청년연합회[YMCA]의 파송을 받아 그해 9월 30일에 내한하였다.
로버트 하디가 내한했을 때는 제중원 원장 헤론이 이질로 사망[1890년 7월 26일]한지 두 달이 지난 때였고, 후임 의사 빈톤(Dr. C. Vinton)이 내한하기 전이었다. 이런 상황에서 로버트 하디는 빈톤이 내한하기까지 제중원에서 일해 달라는 요청을 받아, 1891년 4월까지 약 6개월 간 제중원의 임시 원장으로 일하였다. 그 후 영국인 세관원 헌트(J. H. Hunt)[하문덕(河文德)]의 초청으로 1891년 4월 14일 부산으로 와 부산 세관 직원 전용 의사로 일하게 되었다. 이때부터 1892년 11월 18일에 부산을 떠나 원산으로 가기까지 19개월간 부산에서 활동하였다.
부산을 떠난 후 1898년 남감리회 선교부로 이적하고 목사 안수를 받았으며, 1900년부터 의료 활동보다는 복음 전도자로 활동하였다. 1903년부터 시작된 일련의 부흥의 역사에서 로버트 하디는 결정적인 역할을 하게 되었다. 이 일을 통해 로버트 하디는 한국 교회 부흥을 촉발한 위대한 부흥의 인물로 자리매김하게 되며, 동시에 1903년 이후 한국 교회 부흥과 영적 지도자로 지대한 영향을 끼쳤다.
이후 서울에서 감리교의 협성신학교 교장 혹은 교수로 활동하면서 구약 신학자로 일하기도 하였다. 1916년에는 감리교 최초의 신학 전문지인 『신학 세계』를 창간하였는데, 이를 통해 많은 논문을 발표하고 문필가로서 혹은 신학자로서 활동하였다. 1935년 한국에서 은퇴할 때까지 44년간 한국 교회를 위해 봉사하였던 로버트 하디는 1949년 6월 30일 84세를 일기로 미국에서 세상을 떠났다.

## 원산 부흥운동
원산 부흥운동은 1903년 여름 중국에서 사역하다 한국을 방문한 미국 남감리회 여선교사 화이트(M. C. White)가 원산에서 사역하던 남감리회 여선교사 캐롤(A. Carroll)과 노울즈(M. Knowles), 하운셀(J. Hounshell), 그리고 캐나다장로회 여선교사 매컬리(I. H. McCully) 등과 함께 한 사경회에서 시작되었다. 이들은 8월 24일부터 한 주간 동안 사경회를 갖기로 하고, 하디에게 성경공부 인도를 부탁하였다. 당시 한국 선교 13년 차였던 하디는 선교 실적 부진으로 인한 실망감과 피로감으로 지쳐 있던 상태였다. 그런데 사경회를 인도하는 중 하디는 선교 실패와 부진의 원인이 밖에 있지 않고 ‘성령의 인도와 능력’을 따르지 않은 자신에게 있음을 깨닫고 회개하는 순간 ‘성령 충만’과 믿음의 확신이 생겼다. 당시 하디와 함께 집회에 참석했던 선교사들도 같은 경험을 하였다.
선교사 사경회를 마친 다음 주일예배 때 하디는 한국인 회중 앞에서 자신의 교만과 실수를 공개적으로 자복하였고, 그것이 ‘회개의 본’이 되어 한국 교인들의 공개 자백을 이끌어냈다. 9월 초 하디가 인도한 원산교회 직원 부흥회, 10월에 원산을 방문한 미국 스칸디나비아선교회 지도자 프랜슨(F. Franson)이 인도한 부흥회, 그리고 프랜슨 부흥회 직후 하디가 인도한 특별 부흥회에서도 교인들의 공개적 자복현상이 나타났다. 당시 교인들이 자복한 죄는 주로 횡령과 절도, 간음, 강간, 위선, 미움, 증오, 질투와 같은 ‘윤리적’ 내용이었다. 그리고 미워하고 증오했던 교인들 사이에 화해와 용서가 이루어졌고, 과거에 훔치거나 횡령한 것을 보상하거나 배상하는 현상이 나타났다. 김화 새술막교회 윤성근(일명 윤승근) 전도사는 원산 부흥회에 참석했다가 과거(기독교인이 되기 전) 인천주전소에 근무하던 시절 되돌려주어야 했던 회사(정부) 돈을 사용했던 것을 기억하고, 그 돈을 마련해 탁지부에 되돌려 줌으로 ‘양심전’(良心錢)이란 별명을 얻게 되었다. 이런 공개 자복과 윤리적 갱신이 원산 부흥운동의 특징적 현상이 되었다.
이렇게 원산에서 시작된 하디의 부흥운동은 1904년 전국으로 확산되었다. 하디는 1904년 1월에 개성 지방 사경회를 인도하였고, 2월에 김화 새술막교회와 지경터교회, 4월에 서울 자골교회 부흥회를 인도하였는데, 여기서도 공개 자복 현상이 나타났다. 이때까지 부흥의 범위는 하디가 속한 남감리회 소속 교회들로 한정되어 있었다. 그러나 그 해 9월 서울 정동제일교회 부흥회를 시작으로 10월 평양 지방, 11월 인천 지방에서 연합부흥회를 인도하였는데, 이곳은 교단이 다른 미감리회 구역이었다. 하디는 인천 지방 연합부흥회를 마치고 안식년 휴가를 얻어 미국으로 돌아갔고 그가 없는 사이 크램(W. G. Cram)과 캐롤, 하운셀 등 다른 남감리회 선교사들이 1905년 개성과 원산, 서울 등지에서 부흥회를 인도하였다. 그리고 1905년 9월 장로교와 감리교 6개 선교부가 조직한 한국복음주의선교회연합공의회에서는 매년 연초에 각 지방별로 실시하는 사경회를 연합부흥회로 진행하기로 결의하였고, 그에 따라 1906년 1∼2월 서울과 원산, 평양 등지에서 초교파 연합 부흥회가 개최되어 원산부흥운동의 열기를 이어나갔다.
1906년 8월 안식년 휴가를 마치고 귀환한 하디는 곧바로 평양에 가서 선교사 연합사경회를 인도하였는데, 거기 참석했던 블레어(W. N. Blair)와 그레이엄 리(Graham Lee) 등 장로교 선교사들이 ‘성령 충만’을 경험했다. 그리고 한 달 후 미국 부흥운동 지도자 존스턴(H. A. Johnston)이 평양을 방문해서 영국 웨일즈와 인도에서 일어난 부흥운동 소식을 전함으로 평양의 선교사와 한국 교인들은 교회 부흥을 위해 기도하기 시작했다. 그렇게 3개월 기도로 준비한 끝에 1907년 1월 평양 장대현교회와 숭덕학교에서 개최된 연합사경회에서 교인들이 공개적으로 통회 자복하는 부흥운동이 일어났다. 그리하여 초기 한국기독교사에 큰 획을 긋는 1907년 평양 대부흥운동이 시작되었다.

## 저술 활동
로버트 하디는 신학적으로 비평학을 수용하는 복음주의적인 인물이었다. 비록 감리교 계통의 협성신학교에서 일하였으나 반드시 알미니안이었다고 말할 수 없었다. 로버트 하디는 보편적 기독교 신앙을 추구하고 선교지에서 기독교의 전파라는 관점에서 복음주의적 입장을 견지하였다. 로버트 하디는 많은 글을 남겼는데, 『신학 세계』 창간호에서부터 성경을 소개하고 주석을 집필하였고, 『웨슬레의 일기』, 『웨슬리의 도리적(道理的) 강도』[1918] 등의 책을 통해 감리교 신학을 소개하고자 힘썼다.
특히 1920부터 1934년에 걸쳐 성서 고고학, 구약 개론, 구약사, 모세오경, 예언서 등에 관한 수십 편의 논문을 발표하였는데, 「신명기 법전」과 「제사 법전」은 매우 중요한 논문으로 간주되었다. 또 양주삼(梁柱三)·도이명(都伊明)·김인영(金仁泳) 등과 함께 한국 감리교 구약 연구에도 족적을 남긴 인물이었다. 이외에도 『신약 총론』[1918], 『구약 총론』[1921] 등 성경 개설서, 주석적 논문과 성경 연구법 등에 대한 글을 남겼다. 『기독 신보』에 「구신약 강해」라는 글을 약 100회 연재하기도 하였다.

## 참고 문헌
- 부산역사문화대전
- 한국민족문화대백과사전, 원산 부흥운동, 이덕주